# Imperator
La parola latina imperātor, dal verbo imperō,  era in origine equivalente a comandante in ambito militare durante il periodo della repubblica romana in modo simile all'affine titolo osco Embratur. In seguito divenne parte del titolo degli imperatori romani; dopo la caduta dell'impero romano, nelle situazioni in cui il latino era ancora usato per motivi formali o giuridici, significava imperatore. La parola inglese emperor deriva dalla parola latina, attraverso il francese empereur.
In latino, il femminile di imperator era imperatrix, di solito indicava una donna governante.

## Imperator nell'accezione romana

### Imperatoresnella repubblica romana
Nella repubblica romana, imperator era il titolo assunto da alcuni comandanti militari. Dopo un'importante vittoria, le truppe di un esercito potevano proclamare il proprio comandante imperator (salutatio imperatoria), un'acclamazione necessaria per richiedere al Senato di celebrare il trionfo. Dopo essere stato proclamato imperator, il generale vittorioso aveva il diritto d'usare il titolo dopo il nome fino al suo trionfo, dopo il quale avrebbe abbandonato il titolo e il proprio imperium.
Poiché il trionfo era l'obiettivo di molti comandanti romani con ambizioni politiche, la storia repubblicana è piene di casi di legioni pagate perché proclamassero il proprio comandante imperator: nel 90 a.C. Gaio Giulio Cesare il Vecchio, nell'84 a.C. Pompeo, nel 60 a.C. il più famoso Gaio Giulio Cesare, figlio del precedente, nel 50 a.C. Cicerone, nel 44 a.C. Marco Giunio Bruto, e nel 41 a.C. Lucio Antonio (fratello minore del più famoso Marco Antonio). Nel 15 a.C. Tiberio Claudio Nerone fu acclamato imperator, come pure il fratello Druso nell'11 a.C., mentre era imperatore Augusto.
Dopo la vittoria riportata a Munda sui Pompeiani (marzo 45 a.C.), il Senato concesse a Cesare, tra gli altri onori, quello di assumere in perpetuo il "praenomen" di imperator, trasmissibile agli eredi, e di portare sempre l'abito e gli ornamenti del trionfatore.
Quale erede di Cesare il praenomen di imperator venne pertanto trasmesso ad Ottaviano che se lo fece riconfermare dal Senato nel 29 a.C.

## Imperatorcome titolo imperiale
Venutasi a delineare la figura di Princeps (titolo conferito dal Senato nel 27 a.C. ed inteso come primo tra individui di pari dignità ma dotato di auctoritas prevalente) - a seguito delle riforme costituzionali via via introdotte da Ottaviano tra il 28 ed il 23 a.C.- e cristallizzatasi d'altro canto la designazione di Ottaviano con la denominazione di Imperator (quale praenomen già conferito a Cesare e poi confermato allo stesso Ottaviano) Caesar (quale erede di Cesare) Augustus (altro titolo conferito dal Senato ad Ottaviano nel 27 a.C.), i nomi di principe e quello di Imperator Caesar Augustus vennero usati come equivalenti.
Dopo Augusto (dal quale ebbe inizio l'impero romano o meglio il principato), il titolo imperator venne generalmente conferito al solo imperatore, anche se occasionalmente venne tributato ad un membro della sua famiglia. Come titolo permanente, imperator venne usato come praenomen dagli imperatori romani e veniva assunto dopo la salita al potere. Dopo Tiberio, l'atto di essere nominato imperatore venne preso alla salita al potere. Infatti, essere acclamato dai propri soldati imperator significava ribellarsi all'imperatore in carica.
Durante il periodo imperiale il termine continuò a mantenere l'accezione Repubblicana come titolo onorifico per i vincitori; tuttavia, esso poteva essere dato solo all'imperatore, anche quando costui non aveva guidato personalmente le armate vittoriose. Il titolo seguiva sempre il nome proprio dell'imperatore insieme al numero di volte con le quali esso era stato utilizzato, ad esempio IMP V (Imperator quinquies, cioè "Imperatore cinque volte").
Il titolo imperator è generalmente tradotto in greco in autokrator. Questo titolo (insieme a sebastos per Augustus) fu usato nei testi in lingua greca dagli imperatori romani d'Oriente fino al settimo secolo, quando fu sostituito da basileus.

## Usi post-Romani
Dopo che l'impero romano d'Occidente cadde nel V secolo, il Latino fu usato ancora per qualche secolo come lingua diplomatica. I Romani d'Oriente, o Imperatori Bizantini, furono indicati come imperatores nei testi latini.
Dopo l'800, imperator fu usato (insieme ad Augustus) come un titolo latino formale nell'impero carolingio e nel Sacro Romano Impero fino al 1806 e dagli imperatori d'Austria fino al 1918.
Nel 1721, come componente sia per la occidentalizzazione dell'Impero russo e sia per sottolineare la sua condizione imperiale come successore dei Bizantini, Pietro il Grande importò la parola latina direttamente nella lingua russa e chiamò se stesso imperator (ИМПЕРАТОРЪ).  Il titolo rimase ufficiale sotto tutti i suoi successori fino alla fine dell'impero, nel 1917, anche se i sovrani russi continuarono a farsi chiamare zar. Le sovrane russe femminili assunsero il titolo di imperatritsa.
Dopo le guerre napoleoniche, il numero di imperatori in Europa proliferò, ma il Latino cominciò a essere ristretto al solo uso cerimoniale.  Nei rari casi in cui un sovrano europeo continuò a usare il Latino, imperator fu usato come traduzione di imperatore.

Dopo aver assunto il titolo di Imperatori d'India, i monarchi britannici vollero far seguire al loro nome le iniziali RI, che stavano per rex imperator ("Re-Imperatore").  Giorgio VI del Regno Unito fu l'ultimo sovrano europeo a conservare il titolo di imperatore; quando abdicò come Imperatore d'India nel 1948, cessò l'uso del titolo imperator.

## Imperatrix
Il termine imperatrix non fu mai usato nell'antica Roma per indicare la consorte di un imperator o più tardi di un Imperatore romano. Nei primi anni dell'Impero Romano era un titolo non standard o un'onorificenza per la moglie dell'Imperatore, persino il titolo di "Augusta" fu usato molto raramente e non solo per indicare le mogli dell'imperatore vivente.
Non è chiaro se fosse una forma femminile del termine latino imperator o se fosse usata in un primo tempo. Normalmente indicava una regnante e fu usata nella versione latina del titolo delle moderne imperatrici regnanti.
Similmente, quando la Fortuna era chiamata "imperatrix mundi" nei Carmina Burana non vi era nessun significato di consorte - il termine descriveva la Dea (o la personificazione) della Fortuna come "governatrice del mondo".
Nella cultura cristiana, Imperatrix divenne un attributo onorifico per la Vergine Maria, in diverse forme a partire dal Medioevo — per esempio, era chiamata "Imperatrix angelorum" ("regina degli angeli").

## Derivazioni
Imperator è la radice della parola imperatore, nelle lingue neolatine. Inoltre è la radice della parola inglese "emperor", che entrò nel linguaggio inglese attraverso il francese empereur, mentre il relativo aggettivo "imperiale" venne importato nella lingua inglese direttamente dal Latino. Si pensa che sia anche l'origine del termine albanese per re, mbret.